# Culture de Sao Tomé-et-Principe

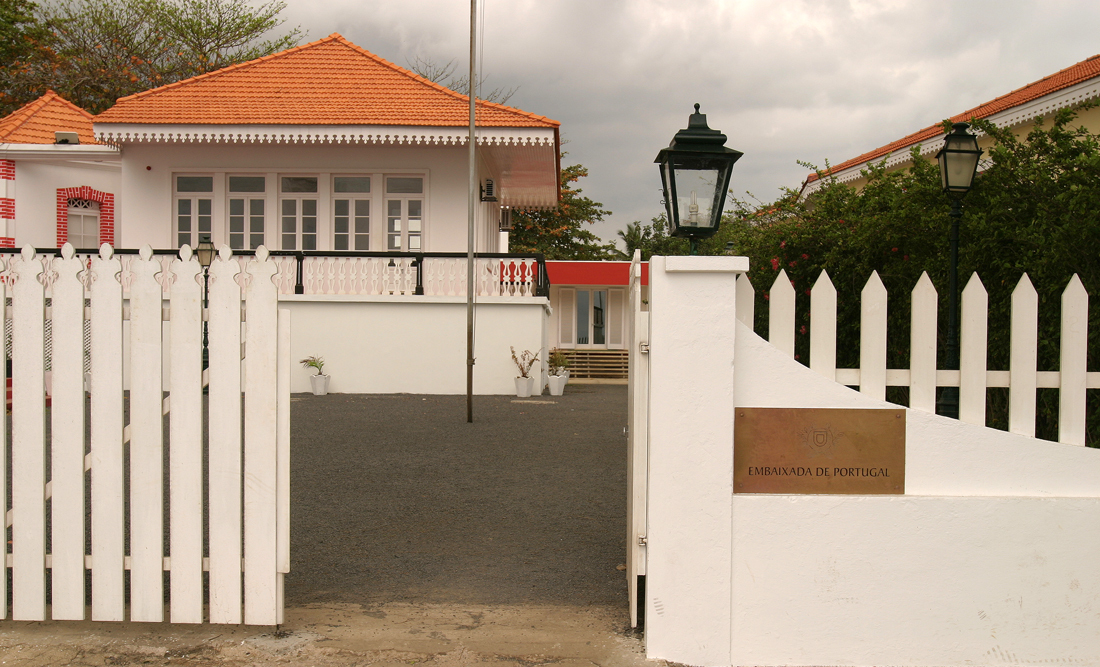
Ambassade du Portugal à Sao Tomé-et-Principe (carte postale).

La culture de Sao Tomé-et-Principe, petit pays insulaire d'Afrique centrale, désigne d'abord les pratiques culturelles observables de ses 200 000 habitants.

## Peuples et langues

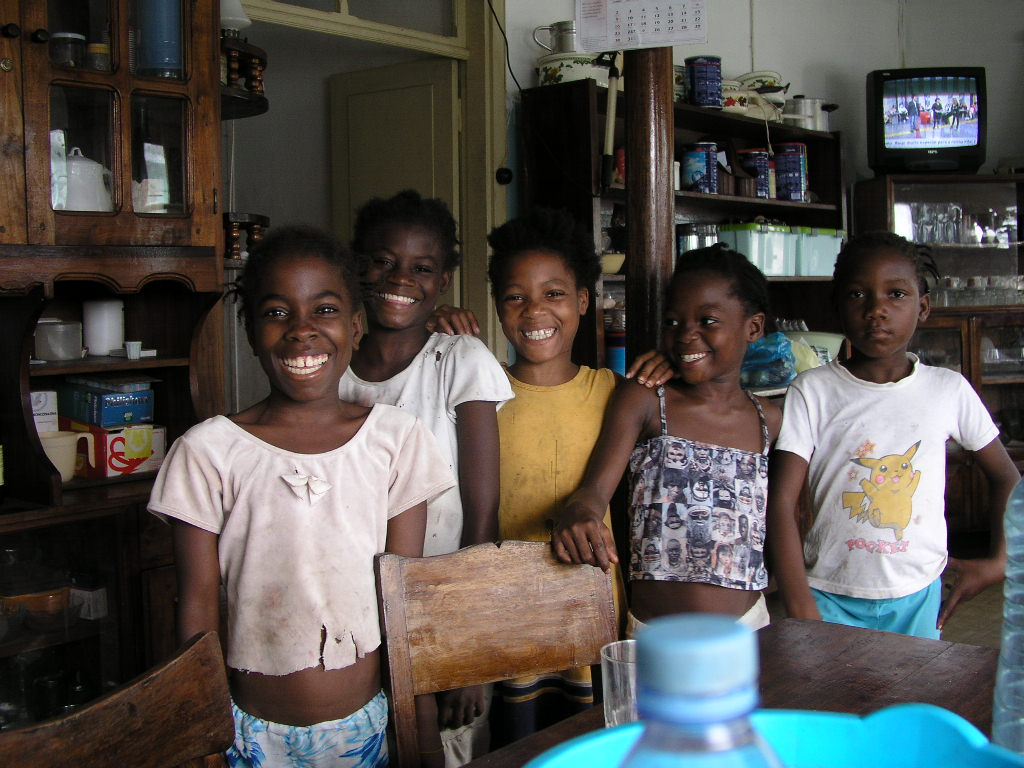
Enfants de São Tomé.

L'archipel de Sao Tomé-et-Principe est l'un des plus petits États d'Afrique. Sa population se répartit en métis, Angolares, Forros et Serviçais.
Cette ancienne colonie portugaise a conservé le portugais comme langue officielle. La langue usuelle est un créole à base lexicale portugaise : le forro.

## Traditions

### Religion(s)
80 % de la population santoméenne est chrétienne (surtout catholique), 3 % musulmane et 5 à 15 % suivent les religions traditionnelles africaines.

### Symboles
L'hymne national du pays depuis son indépendance (1975), Independência total, a été composé par Manuel dos Santos Barreto de Sousa e Almeida et les paroles écrites par Alda Neves da Graça do Espírito Santo. Son animal national est l'hippotrague noir.

### Pratiques
Les pratiques sociales, rituels et événements festifs relèvent (pour partie) du patrimoine culturel immatériel de l'humanité.

### Fêtes
- Jours fériés publics à Sao Tomé-et-Principe (en)

## Vie sociale

### Famille
Les actes homosexuels ne sont pas considérés comme un crime à Sao Tomé-et-Principe mais les couples ne sont pas reconnus juridiquement, de même que pour le mariage homosexuel. Il n'existe également aucune loi anti-discrimination protégeant les personnes santoméennes LGBT.

### Société
- Palabre, Arbre à palabres

### Éducation
- Éducation à Sao Tomé-et-Principe (en)
- Liste des universités à Sao Tomé-et-Principe (en)

### Cuisine

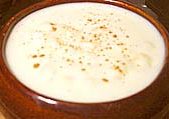
Canjica, met brésilien populaire à Sao Tomé-et-Principe.

## Santé

### Sports
Sao Tomé-et-Principe, présent aux Jeux olympiques d'été depuis 1996, n'a remporté aucune médaille, de même que pour les Jeux paralympiques, où il est présent depuis 2016. Il gagné sa première médaille, de bronze, lors des VIIIe Jeux africains. Cependant, il a remporté dix médailles, dont une en or, durant les deux premiers Jeux de la Lusophonie (dont il est le co-créateur).
- Jeux de la Lusophonie

## Artisanats
Les savoir-faire liés à l’artisanat traditionnel relèvent (pour partie) du patrimoine culturel immatériel de l'humanité.

## Médias

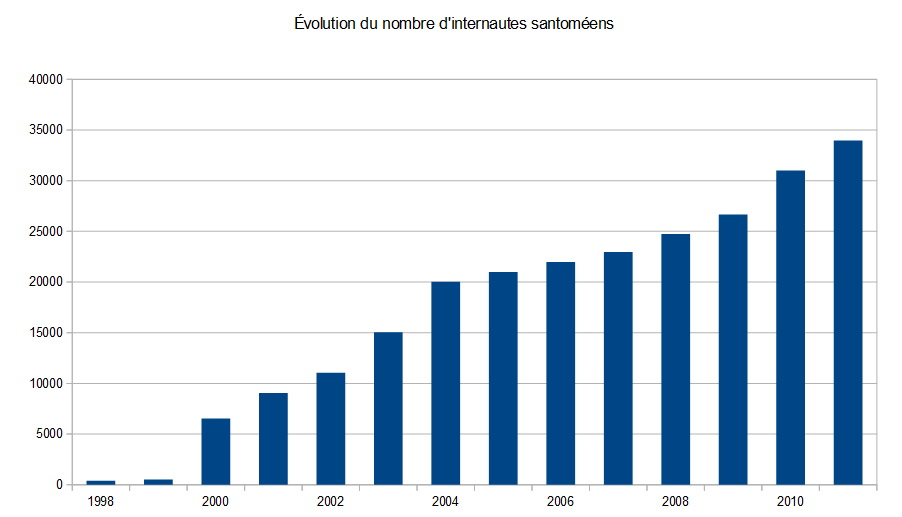
Évolution du nombre d'internautes santoméens entre 1998 et 2011 (cliquer pour agrandir).

- Télécommunications à Sao Tomé-et-Principe (en)

En 2009, le rapport sur la liberté de la presse établi chaque année par Reporters sans frontières a décrit à Sao Tomé-et-Principe une « situation plutôt bonne ».

## Littérature
Parmi les écrivains santoméens :
- Caetano da Costa Alegre (1864–1890)
- Almada Negreiros (1893-1970), artiste moderniste polyvalent
- Mário Domingues (1899–1977)
- Sara Pinto Coelho (1913–1990)
- Francisco José Tenreiro (1921–1963)
- Manuela Margarido (1925– )
- Alda do Espírito Santo (1926-2010), poète, auteur de l'hymne national Independência total, politique
- Olinda Beja (1946– )
- Conceição Lima (1961-), poétesse, notamment auteur de A Dolorosa Raiz do Micondó
- Izequiel Batista de Souza (1953-) :

### Langues africaines
- Littérature en fang, site ELLAF

## Arts visuels
- Almada Negreiros (1893-1970), artiste moderniste polyvalent

## Arts du spectacle

### Musique
Durant la colonisation portugaise, la musique est un lien social fort au sein de la population santoméenne, mais aussi une arme culturelle. Elle mélange des influences occidentales, brésiliennes, avec des rythmes dansants venant des descendants d'esclaves : coladeira dança-congo, kompa, puita, rebita et semba d'Angola, socopé ou soukouss. Il en découle la création d'une musique propre aux îles : le puxa. Les influences africaines deviennent majeures après l'indépendance des îles en 1975,.

### Théâtre
Le tchiloli est une forme théâtrale santoméenne. Une pièce, la Tragédie du maquis de Mantoue et de l’empereur Charlemagne est jouée tous les ans depuis le XVIe siècle par les Noirs de l’île de Sao Tomé amenés de force par les Portugais. Le thème en est l’injustice de la colonisation. Charlemagne incarne le roi du Portugal qui doit juger son fils qui a commis un crime. Le nombre des épisodes s’accroît avec le temps, car au crime initial s’ajoutent des forfaits ultérieurs.

Protagonistes du tchiloli.
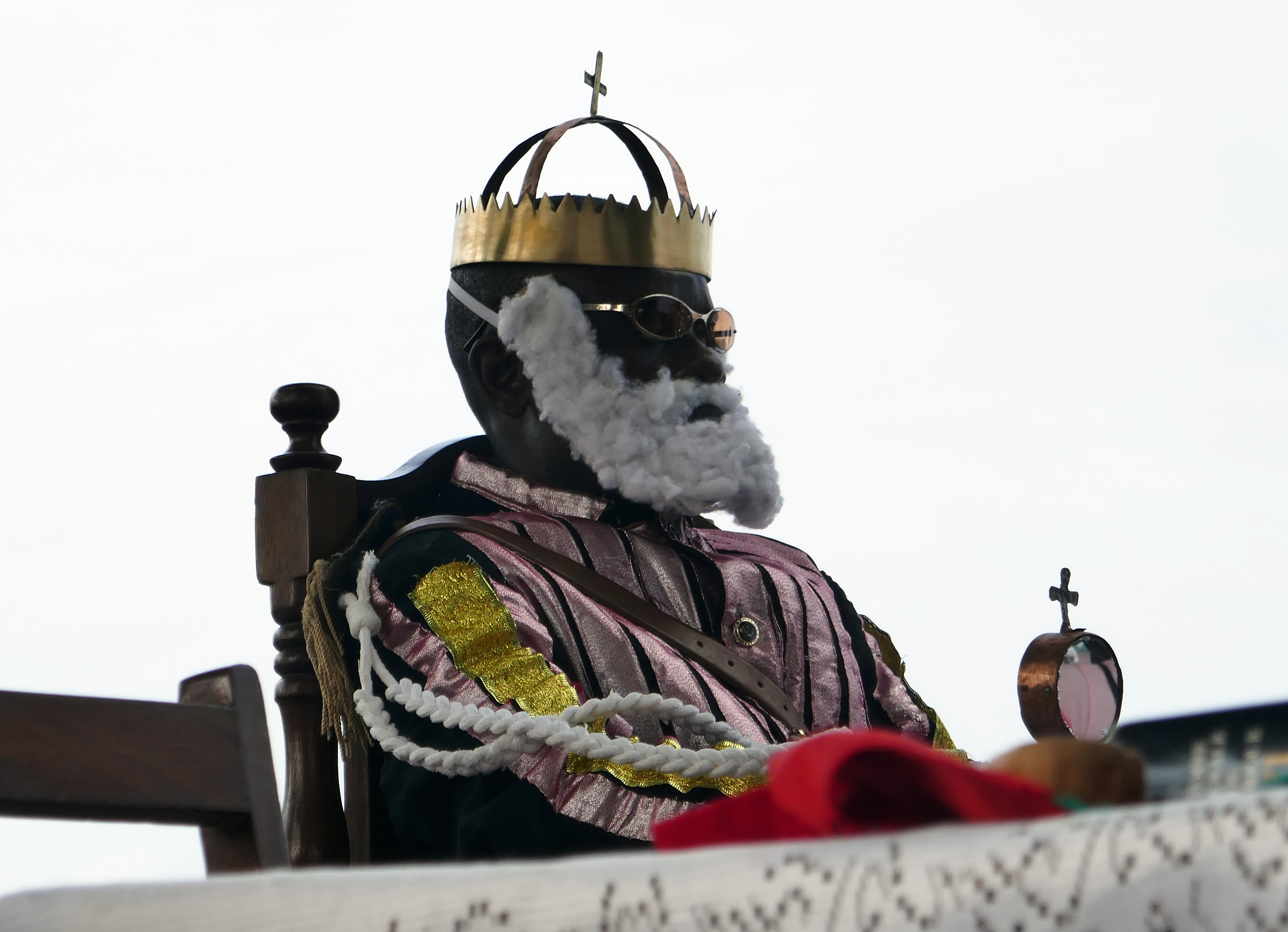
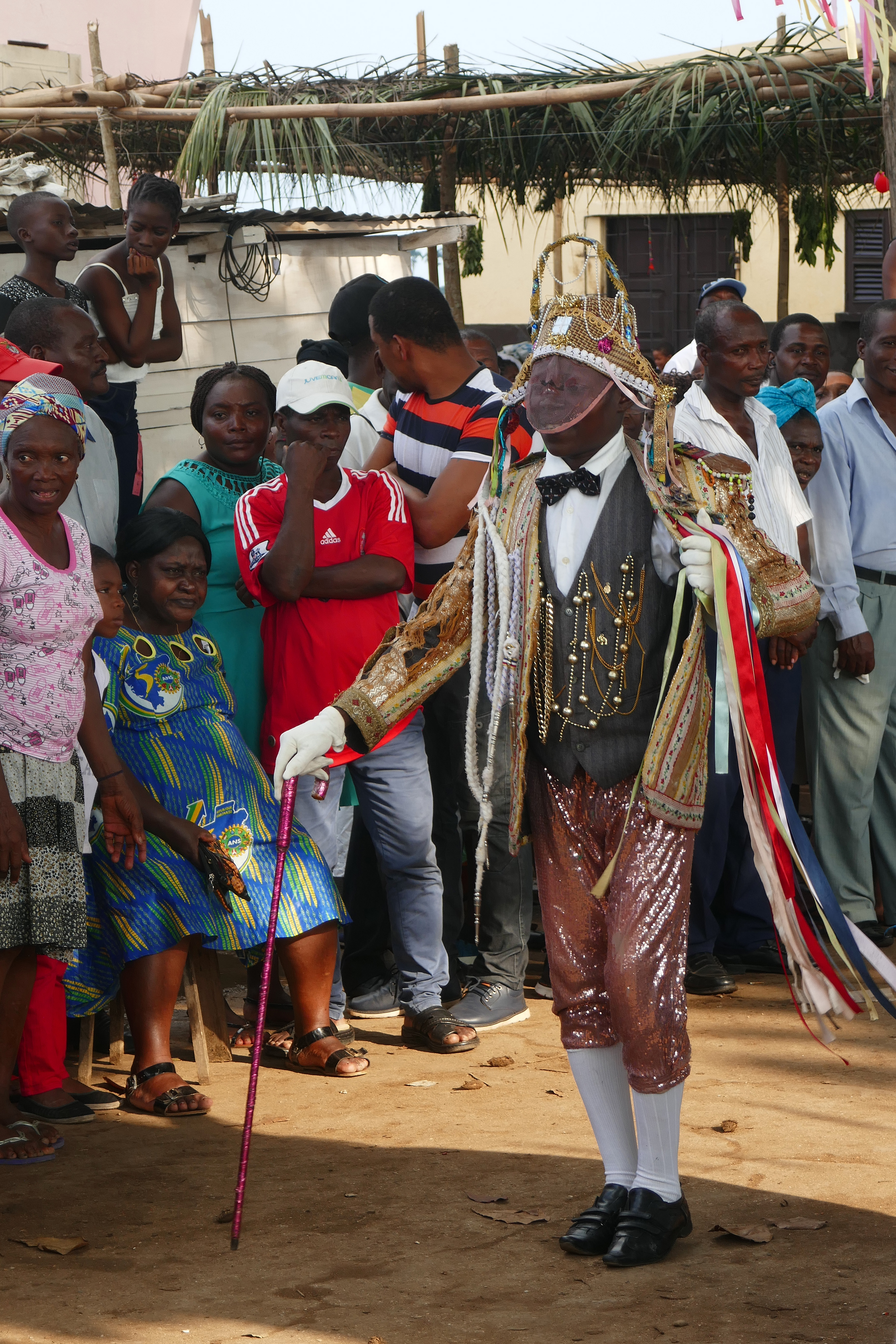
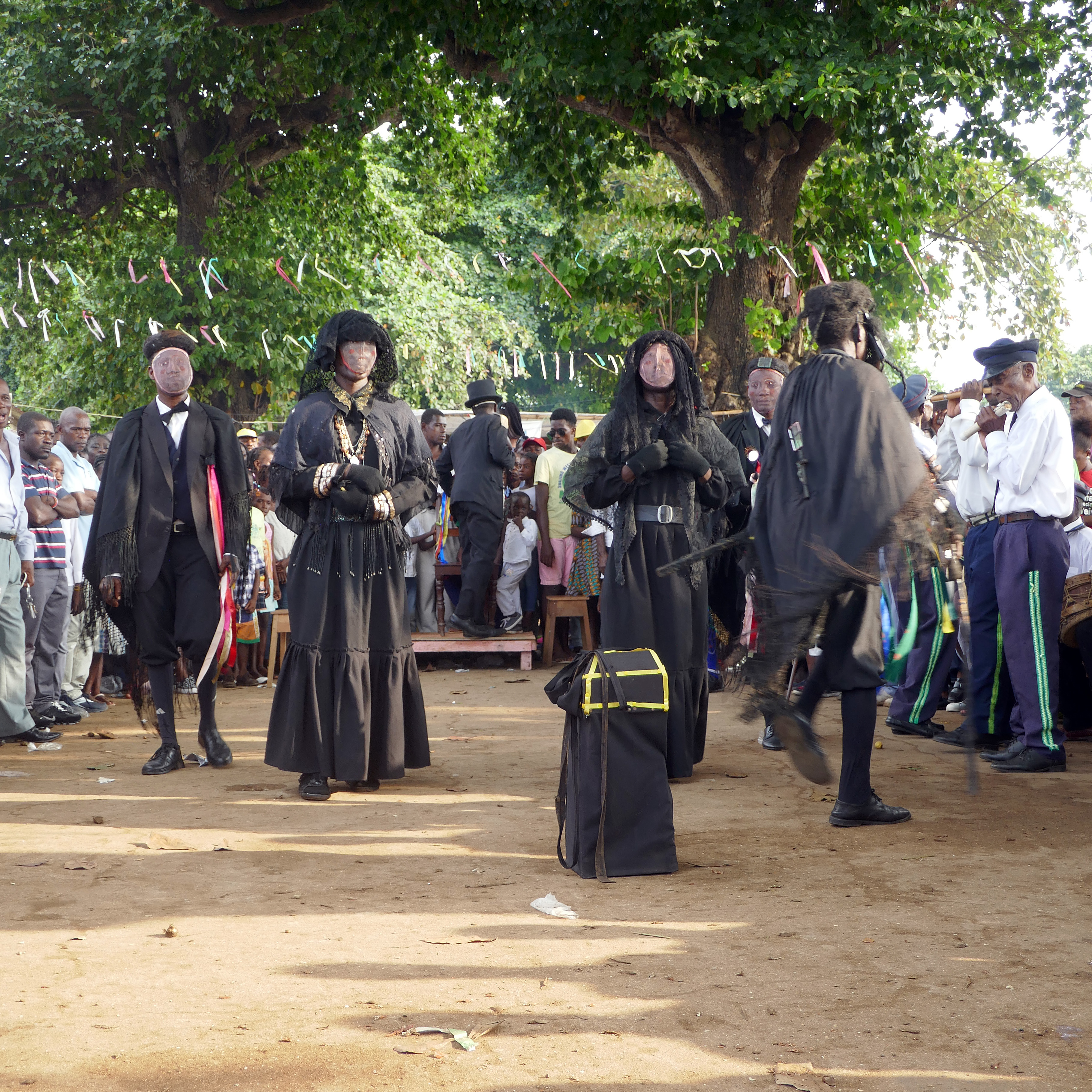
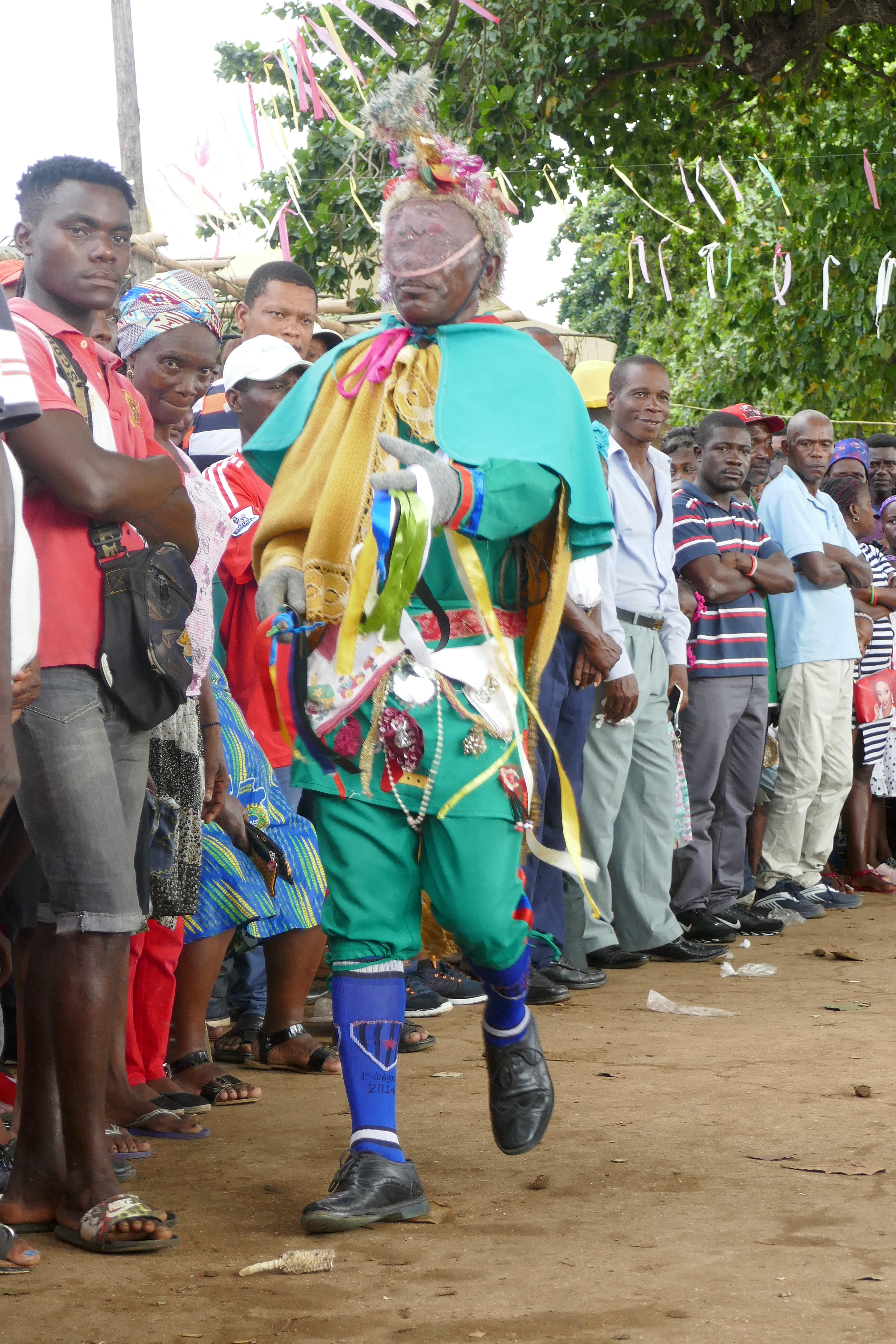

L'Auto de Floripes est une autre forme théâtrale inspirée par l'histoire de Charlemagne, spécifique à l'île de Principe.

### Cinéma
Au début des années 2000, Sao Tomé-et-Principe n'a pas encore d'industrie cinématographique propre. En revanche, plusieurs films étrangers sont consacrés à ces îles, notamment Früchtchen : Am Äquator ist alles möglich (Herbert Brödl, 1998), sorte de docu-fiction consacré à l'île de São Tomé et à sa culture.

## Patrimoine
L'UNESCO, au 15 janvier 2016, n'a pour ce pays rien inscrit ni dans sa liste du Patrimoine mondial (programme Patrimoine mondial, 1971), ni dans sa liste représentative du patrimoine culturel immatériel de l’humanité (programme Patrimoine culturel immatériel, 2003), ni dans son registre international Mémoire du monde (programme Mémoire du monde, 1992).

### Musées et autres institutions
Le musée national de Sao Tomé-et-Principe, logé dans l'ancien fort São Sebastião construit en 1575, reflète les origines africaines et portugaises de la culture santoméenne.
- (pt) Archives numérisées de Sao Tomé-et-Principe

### Discographie
- São Tomé & Principe : musiques de l'île du milieu, Buda musique, Paris, distrib. Universal, 2005

### Filmographie
- (pt) Uma história imortal, film de Solveig Nordlund, Ministère de la culture et de la communication, Direction du livre et de la lecture, Paris, 2004, 50 min (VHS)